# Bulbophyllum humblotii
Bulbophyllum humblotii är en orkidéart som beskrevs av Robert Allen Rolfe. Bulbophyllum humblotii ingår i släktet Bulbophyllum och familjen orkidéer. Inga underarter finns listade i Catalogue of Life.